# Kino und Film in Österreich

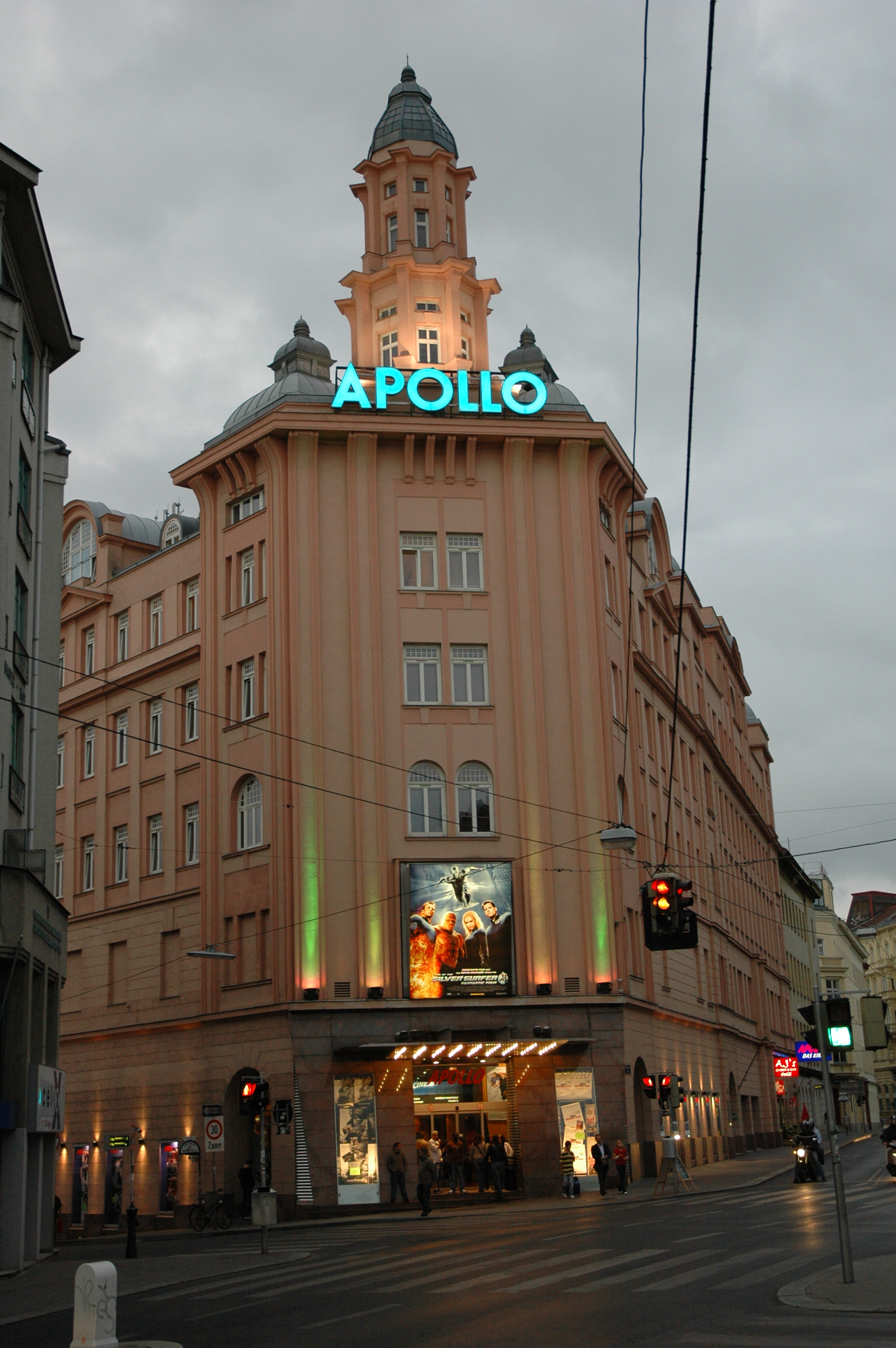
Das Apollo Kino in Mariahilf ist das einzige Multiplex-Kino Wiens, das sich im dicht verbauten innerstädtischen Gebiet befindet. Mit 2.160 Sitzplätzen in 12 Sälen ist es zugleich eines der größten Kinos der Stadt.

Der Artikel Kino und Film in Österreich befasst sich mit der Filmwirtschaft sowie den Filminstitutionen, Auszeichnungen, Archivierung, Filmförderung und anderen damit zusammenhängenden Aspekten.

## Geschichte

### Überblick
Trotz wissenschaftlicher und unternehmerischer Pionierleistungen im 19. Jahrhundert, auf welche einige wesentliche Entwicklungen in der Filmtechnik zurückgehen, entwickelte sich die Filmwirtschaft in Österreich anfangs nur sehr langsam. Die ersten Kinos eröffneten nach der Jahrhundertwende in der Habsburger Monarchie, erste Kurzspielfilme erschienen 1906. Ab 1910 nahm die Produktion rasch zu und erreichte in der Republik Deutsch-Österreich zwischen 1918 und 1923, gefördert durch die Isolation von wichtigen Filmnationen während des Ersten Weltkriegs und begünstigt durch die Inflation, ihren Höhepunkt. Österreich, das wie das republikanische Deutsche Reich den Ausnahmefall einer gestärkten Filmindustrie nach dem Weltkrieg darstellte, zählte in diesen Jahren zu den führenden Filmproduzenten der Welt, mit der Sascha-Film als einem der größten Produzenten Europas.
Ab den 1920er-Jahren wird die Weimarer Republik mit der aufstrebenden Filmmetropole Berlin ein beliebter Anziehungspunkt für Filmschaffende aus Österreich. Regisseure wie Max Reinhardt, Fritz Lang und G. W. Pabst feierten dort ihre größten Erfolge – viele weitere Filmschaffende, etwa Josef von Sternberg, Richard Oswald, Fritz Kortner und Peter Lorre standen ihnen nur wenig nach. Mit Beginn der Hitler-Diktatur 1933 emigrierten viele Juden und andere Nazi-Verfolgte zuerst nach Österreich und ab 1938, nach dem Anschluss der Heimat Hitlers an das Deutsche Reich, meist über Umwege, in die USA. Neben den bereits genannten Auswanderern befanden sich weitere deutsche Filmgrößen aus dem vormaligen Österreich, wie Billy Wilder, Fred Zinnemann und Otto Preminger darunter. Während des Zweiten Weltkriegs wurde Wien neben München und Berlin zur Hauptproduktionsstätte von nationalsozialistischen Spiel- und Propagandafilmen. Versuche, durch starken Geschichts- und Wien-Bezug dem nationalsozialistischen Propaganda-Auftrag weitgehend auszuweichen, gelang nur bedingt.
Nach dem Zweiten Weltkrieg in der wieder errichteten Republik Österreich besann man sich auf positive Stimmung verbreitende Heimatfilme und Komödien. Erst ab den 1960er-Jahren konnte mit dem Niedergang der althergebrachten Filmindustrie wieder Neues entstehen. Der Avantgardefilm nahm hierbei die Rolle als Wegbereiter für den Neuen Österreichischen Film ein. Nach langjährigen Forderungen der Filmschaffenden nach einer staatlichen Filmförderung wurde dieser Wunsch 1980 erfüllt. In den 1980er-Jahren entwickelte sich eine neue durch Vielfältigkeit und häufig durch Kritik an gesellschaftspolitischen Themen gekennzeichnete Filmszene. Parallel dazu blühte die Filmkomödie mit Kabarettisten als Hauptdarstellern auf und erreichte in den 90er-Jahren ihren Höhepunkt. Das alternative, zumeist auf Dramen fokussierte Filmschaffen ist im Gegensatz zu den Komödien im Inland weniger populär, erreicht aber seit Ende der 1990er-Jahre vermehrt auf internationalen Filmfestivals Präsenz und Auszeichnungen.

### Gegenwärtige Entwicklung
Die Zeit um die Jahrtausendwende brachte eine Internationalisierung des Films aus Österreich mit sich. Barbara Albert markierte 1999 mit Nordrand den Beginn einer neuen Ära international beachteten Filmschaffens. Als erste österreichische Produktion seit 1948 wurde der Film für den Hauptpreis der Filmfestspiele von Venedig nominiert, und die Hauptdarstellerin Nina Proll erhielt den Marcello-Mastroianni-Preis als „beste Nachwuchsschauspielerin“. Angesichts der zunehmenden Festivalpräsenz und Auszeichnungen österreichischer Filme in den folgenden Jahren – etwa Michael Hanekes Die Klavierspielerin (2001), Ulrich Seidls Hundstage (2001), Virgil Widrichs Copy Shop (2002), um einige der international meistbeachteten zu nennen – wird Nordrand in der Filmwissenschaft gerne als Wendepunkt des österreichischen Filmschaffens betrachtet. So bezeichnet der US-amerikanische Filmwissenschaftler Robert von Dassanowsky Nordrand als jenen Film, der die Prophezeiung des Hollywood Reporters von 1997, der österreichische Film sei bereit, ein internationales Profil anzunehmen („[...] Austrian film ‚is ready to take on an international profile‘“), erfüllte.
Diese Wende im Filmschaffen – also jene Professionalisierung und Stilbildung eines vorwiegend jüngeren Teils der Filmschaffenden, die deutsche Filmproduktionen aus Österreich auch internationale Beachtung einbringen – ist zum Teil auf die österreichische Filmförderung zurückzuführen, zum Teil auf die gute Ausbildung, wenngleich es mit der Filmakademie Wien nur eine nennenswerte Einrichtung dieser Art in Österreich gibt. Nicht zuletzt aber sind die Erfolge natürlich auf das vorhandene kreative Potential, dass sich in der heutigen, losen Struktur der Filmproduktionswirtschaft besser entfalten kann als in den vergangenen Jahrzehnten. Dennoch kritisieren namhafte Filmschaffende wie Franz Novotny oder Virgil Widrich die österreichische Filmpolitik, die ihrer Ansicht nach zwar viele Talente hervorbringe, jedoch zu wenig Fördergelder bereitstelle, um deren Potential auszuschöpfen. Viele weitere beim österreichischen Film tätige Persönlichkeiten treten ebenfalls für eine Erhöhung der Filmförderung ein und nennen häufig das Beispiel Luxemburg, wo die hohen Filmförderungen nicht nur der luxemburgischen Filmkultur zugutekommen, sondern über die Wertschöpfungskette als Vielfaches auch die nationale Wirtschaft fördern und in weiterer Folge über vermehrte Steuereinnahmen auch wieder an den Staat zurückfließen.
Dies ist auch ein Grund, warum viele junge Filmschaffende ihre eigenen Filmproduktionsgesellschaften gegründet haben – etwa coop99 und Amour Fou, die bereits international erfolgreiche Produktionen hervorgebracht haben – da große Produzenten ohne ausreichend Förderung nur ein begrenztes wirtschaftliches Risiko einzugehen bereit sind. Österreich zählt beim Besucheranteil bei heimischen Produktionen europaweit zu den Schlusslichtern. Nur rund drei Prozent aller Kinobesucher eines Jahres sind auf österreichische Filme zurückzuführen, was nicht zuletzt an der geringen Bereitschaft – oder im Falle kleinerer Verleihe oder Selbstverleihe, an der finanziellen Fähigkeit – zu ausreichenden Werbemaßnahmen für einheimische Produktionen liegt. Die Bekanntheit des Spektrums österreichischen Filmschaffens ist in der Bevölkerung dementsprechend gering – und somit auch das Interesse und die Akzeptanz. Zahlreiche Festivalteilnahmen, die seit den späten 1990er-Jahren auch immer öfter mit Auszeichnungen gewürdigt werden (zuletzt gab es Oscars für Die Fälscher und Amour), sorgten jedoch für eine gesteigerte Wahrnehmung österreichischer Filme.
Da häufig Dramen, Dokumentationen oder Geschichten um menschliche Abgründe besonders beachtete Produktionen aus Österreich sind, bezeichnete die New York Times anlässlich einer Filmreihe im New Yorker Lincoln Center Österreich als, frei übersetzt, „Welthauptstadt des Schlechtfühl-Kinos“ Gezeigt wurden dort unter anderem Barbara Alberts Nordrand (1999), Michael Hanekes Das Schloss (1997) und Die Klavierspielerin (2001), Nikolaus Geyrhalters Elsewhere (2001), Ulrich Seidls Models (1999) sowie Michael Glawoggers Workingman’s Death (2005) und Slumming (2006). Die „hervorragende Qualität der neuen Welle des österreichischen Kinos“ beruhe auf dem „Willen zur Konfrontation mit dem Verächtlichen und der Betonung des Negativen“. Ebenfalls im selben Artikel wird auch Michael Haneke als jener Regisseur gewürdigt, dem, seit Der siebente Kontinent (1989) bis zur Gegenwart, das größte Verdienst um die internationale Beachtung des österreichischen Films zukommt.

## Filmschaffende
Während unter den Filmschauspielern nur wenige regelmäßig Hauptrollen in Kinofilmen einnehmen, womit „Stars“ des heimischen Kinos nur schwer auszumachen wären, gibt es unter den Regisseuren gleich eine Vielzahl von häufig auch international renommierten Filmschaffenden. Viele der Regisseure sind häufig auch Autoren ihrer Drehbücher.
Andere bedeutende Filmschaffende finden sich etwa unter den Kameraleuten, wo sich mit Christian Berger ein erfolgreicher Vertreter findet.

### Regie
Aufgrund der größten internationalen Filmerfolge der letzten Jahre mit Die Klavierspielerin (2001), Caché (2005) und Amour (2012) gilt Michael Haneke als der bedeutendste österreichische Regisseur der Gegenwart. Ebenfalls im Bereich des gesellschaftskritischen Dramas angesiedelt sind Ulrich Seidls österreich-kritische Produktionen wie Hundstage (2001) und die Paradies-Trilogie (Liebe, Glaube, Hoffnung, 2012/2013). Mit sozialkritischen Dokumentarfilmen sorgten Erwin Wagenhofer (We Feed the World, 2005) und Hubert Sauper (Darwin’s Nightmare, 2004) für Kinoerfolge und Auszeichnungen. Robert Dornhelm, der im Laufe seiner Karriere überwiegend in den Vereinigten Staaten tätig war, trat ab Mitte der 2010er Jahre auch in Europa mit aufwändigen Dokumentar- und Historienfilmen (Krieg und Frieden, 2007) hervor, die jedoch mehrheitlich für das Fernsehen produziert wurden.
Das innerhalb Österreichs kommerziell bedeutendste Filmgenre ist jedoch jenes der Komödie. Filme dieser Gattung können meist als einzige zufriedenstellende Zuseherzahlen in Österreich – in der Regel aber nicht darüber hinaus – erzielen. Hier zählt Harald Sicheritz, der mit Roland Düringer als Hauptdarsteller in Hinterholz 8 und Poppitz die zwei meistbesuchten österreichischen Kinofilme herstellte, als bedeutendster Vertreter. Reinhard Schwabenitzky sorgt kontinuierlich für Liebeskomödien, Xaver Schwarzenberger sorgte mit kritischen, aber auch kommerziell erfolgreichen Heimatfilmen für Erfolge und Peter Payer zeichnet sowohl für ausgezeichnete Kinderfilme als auch für Dramen verantwortlich. Ebenso Michael Kreihsl, der bereits 1996 für Charms Zwischenfälle mit dem Caligari Film Award der Internationalen Filmfestspiele Berlin ausgezeichnet wurde.
Den schwierigen Spagat zwischen anspruchsvollen und komischen Filmen schafften in Österreich in den letzten Jahren vor allem Wolfgang Murnberger (Komm, süßer Tod, 2002, Silentium, 2004, Der Knochenmann, 2009, Das ewige Leben, 2015), Michael Glawogger (Nacktschnecken, 2004, Slumming, 2006) und Hans Weingartner (Die fetten Jahre sind vorbei, 2004). Weitere erfolgreiche Regisseure der letzten Jahre sind unter anderen Barbara Albert (Nordrand, 1999, Fallen, 2006) sowie Andrea Maria Dusl (Blue Moon, 2002), Elisabeth Scharang, Mirjam Unger, Kurt Palm, Jessica Hausner, Virgil Widrich, Florian Flicker und Ruth Beckermann, die mit Filmen unterschiedlicher Genres auch an internationalen Festspielen Beachtung finden.

### Schauspiel
Die bekanntesten österreichischen Filmschauspieler sind zweifellos jene Kabarettisten, die für die Hauptrollen der in Österreich stark vertretenen Kabarettfilme verantwortlich zeichneten. Dies sind vor allem Roland Düringer und Alfred Dorfer sowie über ein dutzend weiterer beliebter Kabarettisten wie Reinhard Nowak, Andreas Vitasek, Andrea Händler und Eva Billisich. Nur wenige Kabarettisten machen durch Filmrollen in etwas tiefgründigeren Filmen von sich reden. So etwa Josef Hader, der zuletzt in Komm, süßer Tod (2002), Silentium (2004) und Der Knochenmann (2009) gemeinsam mit Simon Schwarz die Hauptrolle spielte. Simon Schwarz ist neben Nina Proll, Michael Ostrowski, Birgit Minichmayr, Georg Friedrich, Arno Frisch und Robert Stadlober einer der zurzeit gefragtesten jungen österreichischen Filmschauspieler. Weitere, bereits etablierte Filmschauspieler, die vor allem in den Kino- und Fernsehproduktionen der großen österreichischen Filmgesellschaften in Erscheinung treten, sind Tobias Moretti, Karl Markovics, Sophie Rois, Harald Krassnitzer und andere. Zurzeit ist der weltweit bekannteste aktive österreichische Schauspieler Christoph Waltz, der für seine beiden Rollen in Quentin Tarantinos Inglourious Basterds und Django Unchained jeweils mit dem Oscar für die beste männliche Nebenrolle sowie vielen weiteren internationalen Filmpreisen ausgezeichnet wurde. Viele der bereits viele Jahre im Film tätigen Schauspieler treten nach wie vor regelmäßig in Theatern auf.

## Filmwirtschaft

### Volkswirtschaftliche Bedeutung
Die Verwertung eines Films, die Bewerbung, Verleih und Vertrieb an Zwischenhändler und Kinos sorgt für eine Wertschöpfungskette, die 2009 mit 690,7 Millionen Euro (Gesamtumsatz der Filmbranche) beziffert wurde. 468 Millionen Euro davon entfallen auf Waren- und Dienstleistungseinkäufe außerhalb der Filmbranche. Bereinigt um Vorleistungen, Subventionen, Steuern und andere Abgaben ergibt all dies eine Bruttowertschöpfung von 237 Millionen Euro.
Das Österreichische Filminstitut geht von einer Steuerleistung von 120 Millionen Euro (2001) aus, die dem österreichischen Staat aus der Filmwirtschaft zugutekommen und die eingesetzten Mittel für Filmförderung somit mehr als nur abdecken.
Die österreichische Filmwirtschaft umfasst 2009 2.164 Unternehmen mit 6.801 (Jahresschnitt) Beschäftigten. Darunter befinden sich 1.389 Filmproduktionsgesellschaften mit 3.025 Beschäftigten – Schauspieler und andere freie Dienst- oder Werkvertragsnehmer nicht miteingerechnet. Rund drei Viertel der Unternehmen sind Einpersonenunternehmen. Vor der Liberalisierung der Filmwirtschaft zu einem freien Gewerbe im Jahr 1994 verzeichnete die österreichische Filmwirtschaft erst 618 Unternehmen.
Aufgrund jahrzehntelangen Ausbleibens von Förderungen und der im internationalen Vergleich geringen Förderung seit 1981 sowie ebenfalls nur geringen steuerlichen Anreizen sind sowohl die Produktionskosten pro Film als auch die Werbeaufwände und in weiterer Folge die Reichweite und Einspielergebnisse im europäischen Vergleich unterdurchschnittlich.
Dank gestiegener Fördersummen in den letzten Jahren von Seite der Bundesländer sowie anderer öffentlicher Einrichtungen kann jedoch eine Besserung der Lage festgestellt werden – die Vermarktung heimischer Produktionen ist im Vergleich zur internationalen Konkurrenz jedoch nach wie vor gering. Erfolgsproduktionen, die zahlreiche Besucher anlocken und auch an Filmfestspielen erfolgreich sind, entstehen häufig in Gemeinschaft mit ausländischen Produktionsgesellschaften. Insgesamt wird die Wertschöpfungskette, also Umsätze vom Kinoverleih bis zum Vertrieb von DVDs, Videos, Soundtracks usw., durch US-amerikanische Unternehmen dominiert.

### Filmproduktion
Der Film-Produktionswert in Österreich (nicht zu verwechseln mit den Umsätzen der Unternehmen) ist seit 2001 (250 Mio. Euro) rückläufig und umfasste 2009 einen Produktionswert von 160,5 Millionen Euro. 83 % des Produktionswertes entfallen auf Auftragsproduktionen, 17 % auf Eigenproduktionen (Kinofilme). Eigenständige Filmproduktion ist in Österreich, wie in den meisten anderen europäischen Ländern, ohne Förderung kaum machbar. Der eigenproduzierte Film erzielt seine Erlöse im Regelfall mittel- und langfristig aus dem Einsatz im Kino und aus der nachfolgenden TV- und Video-/DVD-Verwertung.
Gleichzeitig ist die Zahl der Unternehmen (aufgrund vieler EPUs) aber auch die Umsatzhöhe stark gestiegen. 2009 waren 2.164 Filmhersteller – überwiegend Einzelunternehmer – in Österreich aktiv. Etwa 3.000 Personen sind direkt in der Kino- und TV-Filmproduktion beschäftigt. Die Filmbranche insgesamt beschäftigt im Jahresschnitt rund 6.800 Personen. Die Umsätze der Filmhersteller stiegen von rund 200 Mio. Euro (2001) auf 417 Mio. Euro (2009).
Die größten Filmproduktionsgesellschaften in Österreich sind die Allegro-, Dor-, Epo-, MR-, Satel-, Star- und Wega-Film. Von diesen stammen die meisten der in Österreich erfolgreichsten Kinofilmproduktionen wie We Feed the World (Allegro), Hinterholz 8 (Dor) oder auch MA 2412 – Die Staatsdiener (MR). International beachtete Filmproduktionen stammen in der Mehrzahl jedoch von den vielen kleineren Filmgesellschaften, die teils von den Regisseuren selbst gegründet wurden – etwa Coop99 und Amour Fou Filmproduktion.
Die Kinofilmproduktion, die jährlich im Schnitt etwa 30 Filme umfasst, setzt sich in etwa je zur Hälfte aus Spiel- und Dokumentarfilmen zusammen. Im Gegensatz zu früheren Jahren wurde die Mehrheit dieser Filme als österreichische Alleinproduktion hergestellt, etwa ein Drittel sind internationale Koproduktionen. Internationale Koproduktionen werden rechtlich durch Filmabkommen geregelt. Häufigstes Partnerland ist wegen der gemeinsamen deutschen Sprache die Bundesrepublik Deutschland, weshalb das bedeutendste und detaillierteste Abkommen das Koproduktionsabkommen Österreich – Deutschland ist.
Österreichs einzige Filmkopierwerke und Anbieter der Postproduktion von Filmen sind die Listo Videofilm und die Synchro Film.

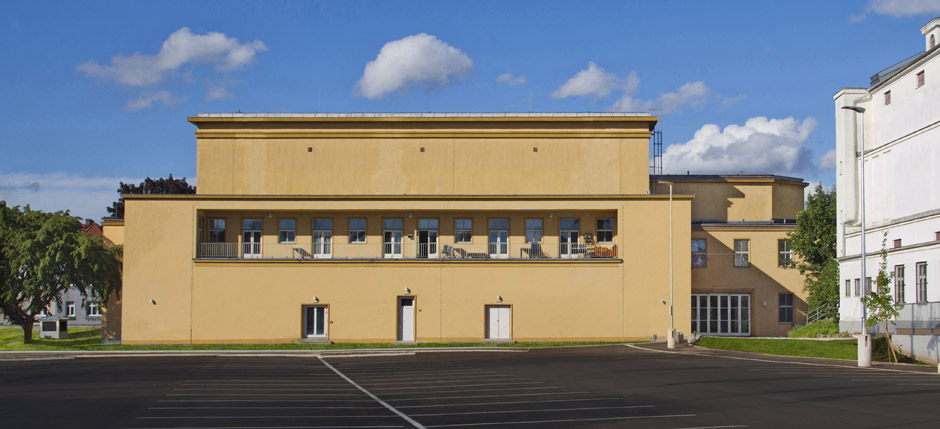
Gebäude der Synchron Stage Vienna auf dem Gelände der ehemaligen Rosenhügel-Filmstudios

Die 2015 fertiggestellte Synchron Stage Vienna ist ein Tonstudiokomplex auf dem Gelände der ehemaligen Rosenhügel-Filmstudios in Wien, das für die Aufnahme von orchestralen Instrumenten sowie von Filmmusik ausgelegt ist. 
Im Herbst 2024 sollen in Wien-Simmering die HQ7-Studios in einem Gebäude mit zwei Hallen mit 2000 bzw. 1000 Quadratmeter auf dem Areal der 7. Haidquerstraße 6 ihren Betrieb aufnehmen. Der Kubus wurde von Haas & Haas Architektur konzipiert. Die Gesamtkosten beliefen sich auf rund 9,1 Millionen Euro. Eigentümer ist der Hafen Wien, der das Areal an HQ7-Studios vermietet. Zwei fixe Sets, eine Spitalskulisse mit Requisiten aus dem ehemaligen Krankenhaus Floridsdorf und eine nachgebaute Pathologie wurden eingerichtet.

### Filmmarkt – Verleih, Vertrieb und Verwertung
Die Filmverwertungskette wird in Österreich durch US-amerikanische Unternehmen dominiert. Diese zeichnen für rund ein Drittel der in Österreich erstaufgeführten Filme verantwortlich, erzielen aber zugleich zwei Drittel aller Kinobesuche. Die zehn meistbesuchten Filme in Österreich, von denen jährlich zwischen 8 und 10 aus den USA stammen, verzeichnen durchschnittlich 30 % des Jahrespublikums. Größter Verleih in Österreich war in den letzten Jahren zumeist Universal Pictures International, wobei sich die Marktanteile unter den ersten Rängen jährlich geringfügig verändern.
Der Anteil der österreichischen Filme an den Besucherzahlen lag bis 2007 durchschnittlich zwischen zwei und drei Prozent (einer der schwächsten Werte in Europa), obwohl der Anteil an den Uraufführungen eines Jahres um die acht Prozent beträgt. Seit 2008 hat sich der Anteil der Filme auf etwa zehn Prozent erhöht, der Anteil bei den Kinobesuchen auf drei bis acht Prozent. Dies sei, wie etwa der Leiter des österreichischen Filminstitutes, Roland Teichmann, meint, „nicht wie so oft einzelne[n] statistische[n] Ausreißer[n] nach oben“ zu verdanken, „sondern eine[r] Vielfalt an Filmen und Themen, die die ganze Bandbreite österreichischen Filmschaffens repräsentier[en]“. Eine durchschnittliche österreichische Produktion erreicht nur selten mehr als 10.000 Kinobesuche und gelangt somit nicht in die Top 10 eines Jahres. Nur wenige österreichische Filme konnten seit Zählungsbeginn 1980 mehr als 200.000 Besuche am Heimmarkt erzielen.
Die Verwertung von österreichischen Filmen wird zumeist von österreichischen oder deutschen Verleihgesellschaften wahrgenommen. Häufig erfolgt eine Aufteilung zwischen nationaler und internationaler Verwertung, wobei die internationalen Verwertungsrechte an ausländische Gesellschaften übergeben werden und die nationalen durch einen österreichischen Verleih wahrgenommen werden. Von den jährlich etwa 30 produzierten österreichischen Kinofilmen werden rund die Hälfte international, hauptsächlich in Deutschland, ausgewertet – gelangen dort also zumindest in die Kinos, seltener auf DVDs. Dennoch kommt der Verwertung im Ausland eine tragende Rolle zu, da durchschnittlich die Hälfte aller Kinobesuche von österreichischen Filmen auf das Ausland entfallen und somit die Deckung der Produktionskosten erhöhen. 2006 entfielen von den rund 1,5 Millionen Besuchen österreichischer Filme über eine Million auf ausländisches Publikum, was vor allem am großen Erfolg von We Feed the World und Caché lag. Besonders erfolgreich waren die Jahre 2008 bis 2010 aufgrund der Oscar-Auszeichnung von Die Fälscher und den internationalen Auszeichnungen für Das weiße Band.
Im Vertrieb ist Hoanzl das bedeutendste Unternehmen für österreichische Filme und Kabarettaufnahmen. Dieser zeichnet auch für die Mitgestaltung und den Vertrieb der 125-teiligen DVD-Serie „Der österreichische Film“ verantwortlich, von der bis Herbst 2008 rund 500.000 Einzelexemplare verkauft wurden. Diese DVD-Serie ist wesentlich dafür verantwortlich, dass der Anteil österreichischer Produktionen am stark wachsenden DVD-Markt auf rund 6 % (also der doppelte Prozentwert davon, was österreichische Filme im Kino erreichen) anstieg – 12 bis 15 % werden von Hoanzl angestrebt.

### Kinos und Kinobesuchszahlen
Die 163 österreichischen Kinos des Jahres 2008 (–/+ 0 im Vergleich zum Vorjahr) verfügen über 575 (+5) Kinosäle mit 103.183 Sitzplätzen (+1.083). Das sind um etwa die Hälfte mehr als noch 1994 und in etwa gleich viel wie in den unmittelbar vorhergehenden Jahren. Das größte Kino, die UCI Kinowelt Millennium City Wien, verfügt über 21 Säle und 3.524 Sitzplätze. Die seit vielen Jahren feststellbare Tendenz einer Abnahme der Kinoanzahl bei gleichzeitiger Zunahme der Kinosaal- und der Sitzplatzanzahl setzte sich auch in den letzten Jahren fort. So sank etwa die Kinoanzahl zwischen 2004 und 2007 von 176 auf 163, während die Saalanzahl von 560 bis auf 575 (2008) stieg und die Sitzplatzanzahl um rund 2.000 zunahm. Dies ist auf das kontinuierliche Aussterben der Ein-Saal-Kinos zurückzuführen, deren Anteil an der Gesamtkinoanzahl nach 41 % im Jahr 2004 auf 35 % im Jahr 2008 weiter zurückging. Der internationale Trend zur digitalen Filmvorführung ist in Österreich noch kaum zu spüren. 2005 verfügten 12 Säle über digitale Vorführausstattung.
Laut Arbeitsstättenerhebung der Statistik Austria waren im Jahr 2001 1.980 Vollzeitbeschäftigte in den Kinos angestellt. Mit der steigenden Konkurrenz durch den Bau großer Kinocenter sank der durchschnittliche Kartenpreis kontinuierlich von 6,18 Euro im Jahr 2001 auf 5,85 Euro im Jahr 2004. Mit der danach folgenden Entspannung der Konkurrenzsituation durch die Schließung einiger Kinos stieg der Preis wieder an: Zuerst nur geringfügig auf 6,03 Euro in den Jahren 2004 und 2005, dann sprunghaft 2007 auf 6,72 Euro. Der Erlös im Kartenverkauf aller österreichischen Kinos betrug im Jahr 2007 105,5 Millionen Euro.
Der größte Kinobetreiber in Österreich ist mit rund 37 % Marktanteil (Schätzung, 2002) die Constantin Film-Holding (Cineplexx-Kette). Ein weiterer großer Kinobetreiber ist die Familie Hueber mit ihrer Hollywood-Megaplex-Kette. Ein ehemals großer Kinobetreiber war die Wiener Kiba, deren Kinos 1999 im Zuge der Privatisierung an verschiedene Filmgesellschaften verkauft wurden.
2008 verzeichneten die österreichischen Kinos 15,63 Mio. (AKM) Besuche, was deutlich unter dem Schnitt der vorhergehenden Jahre liegt. Diese Zahlen beinhalten auch Festival- und Sondervorführungen, die von der AKM auf Basis der Statistiken von Nielsen EDI hochgerechnet werden.

## Filmkultur

### Ausbildungs- und Kultureinrichtungen

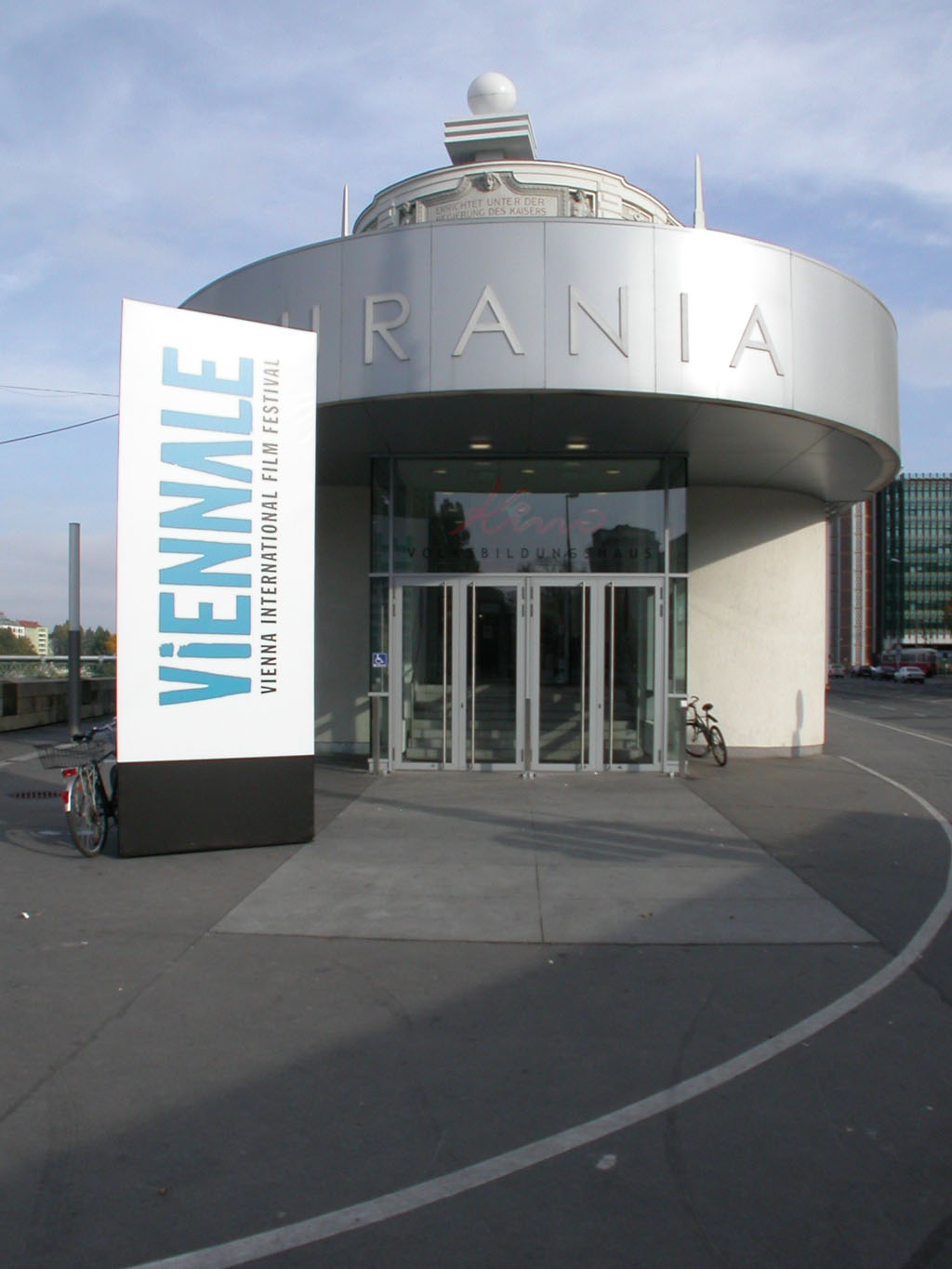
Eingang der Urania während der Viennale.

Im Jahr 1947 wurde die katholische Filmkommission ins Leben gerufen, welche 1949 die 1. Internationale Festwoche des religiösen Films durchführte. Diese Festwoche wurde bis 1963 im Zweijahresrhythmus abgehalten. Die evangelische Kirche richtete ihrerseits 1951 die „Filmstelle des evangelischen Oberkirchenrats“ ein. Um 1990 wurden dessen Aktivitäten allerdings wieder eingestellt.
Im Jahr 1952 konnte Walter Kolm-Veltée an der Wiener Akademie für Musik und darstellende Kunst einen Sonderlehrgang für Filmgestaltung etablieren. Im Jahr 1960 kam eine Filmklasse, geführt von Filmkritiker Hans Winge, hinzu. Die beiden Lehrgänge wurden 1963 zusammengelegt und hießen seither „Abteilung Film und Fernsehen an der Hochschule für Musik und darstellende Kunst in Wien“. Seit 1998 ist es die „Abteilung Film und Fernsehen an der Akademie der bildenden Künste Wien“, auch als Filmakademie Wien bekannt. Neben der Wiener Filmakademie bietet auch die Wiener Volkshochschule, das polycollege, eine – jedoch kostenpflichtige – Ausbildung in Film- sowie Fernsehberufen am filmcollege an. Seit 1997 existiert auch die Filmschule Wien, die aus der Ersten Wiener Drehbuchschule entstand und Unterricht in Film und Schauspiel anbietet. Darüber hinaus widmet sich das Österreichische Studienzentrum für Film an der Donau-Universität Krems seit 2001 der Weiterbildung im Filmbereich (TV- und Film-Produktion).
1952 war das Gründungsjahr der „Österreichischen filmwissenschaftlichen Gesellschaft“, später umbenannt in „Österreichische Gesellschaft für Filmwissenschaft, Kommunikations- und Medienforschung“. Zu den Aufgaben dieses Vereins zählen die Ausschreibung der Preise für Film- und Fernsehforschung, die Betreuung des Staatspreises für den Werbefilm, die Führung der Filmstatistik Österreichs und bis zur Einstellung 1996 auch die Herausgabe der Zeitschrift „Filmkunst“.
1955 wurde auf Initiative der „Gesellschaft der Filmfreunde“, der „Gesellschaft für Filmwissenschaft“, der Nationalbibliothek, der Wiener Urania, der „Bundesstaatlichen Hauptstelle für Lichtbild und Bildungsfilm“ und Ludwig Gesek das Österreichische Filmarchiv gegründet. Zweck dieser Einrichtung, die seit 1997 Filmarchiv Austria heißt, ist die Verwaltung, Erhaltung und Auffindung österreichischer Filmproduktionen und dazugehöriger Literatur und Fachzeitschriften.
Das Österreichische Filmmuseum wurde 1964 in der Albertina in Wien ins Leben gerufen. Gründer waren Peter Konlechner und Peter Kubelka. Jährlich veranstaltet das Filmmuseum eine Retrospektive zur Viennale, dem einzigen Filmfestival in Österreich, das von der FIAPF anerkannt ist.

### Archive und Forschung
Bereits 1900 gründete die Wiener Akademie der Wissenschaften als erstes wissenschaftliches Institut Europas ein Phonogramm-Archiv, um unter anderem auch Stimmporträts von Künstlern und Persönlichkeiten des öffentlichen Lebens zu sammeln. Aus dieser Institution ging 1955 das Österreichische Filmarchiv hervor, das nicht nur in der Auffindung, Rekonstruierung und Archivierung von österreichischen Filmen tätig ist, sondern auch in der Forschung und Vermittlung der Filmgeschichte an die Öffentlichkeit. So werden regelmäßig Forschungsschwerpunkte mit Retrospektiven, bestehend aus Filmvorführungen und Publikationen, abgeschlossen und Bücher zur Filmgeschichte herausgegeben.
Von 1970 bis 1972 wurde die zehnteilige Fernsehreihe „Filmgeschichte(n) aus Österreich“ hergestellt und im ORF ausgestrahlt. Wesentlicher Bestandteil dieser Sendungen waren die mit einer Vielzahl österreichischer Schauspieler, Regisseure, Produzenten und anderer Filmschaffender geführten Interviews, in denen die Befragten Auskunft über ihre Erlebnisse und Erfahrungen beim österreichischen Film von der Stummfilmzeit über die Zeit des Nationalsozialismus bis zur damals gegenwärtigen Situation berichteten. Diese Fernsehreihe ist daher ein wichtiges Dokument zur österreichischen Filmgeschichte.
Bedeutende Filmhistoriker sind Walter Fritz, Ludwig Gesek, Herbert Holba, Alexander Horwath, Ernst Kieninger, Armin Loacker, Gertraud Steiner und als erster und bisher einziger englischsprachiger Forscher, der ein umfassendes Buch über die österreichische Filmgeschichte verfasst hat, Robert von Dassanowsky.

### Filmfestivals und -preise

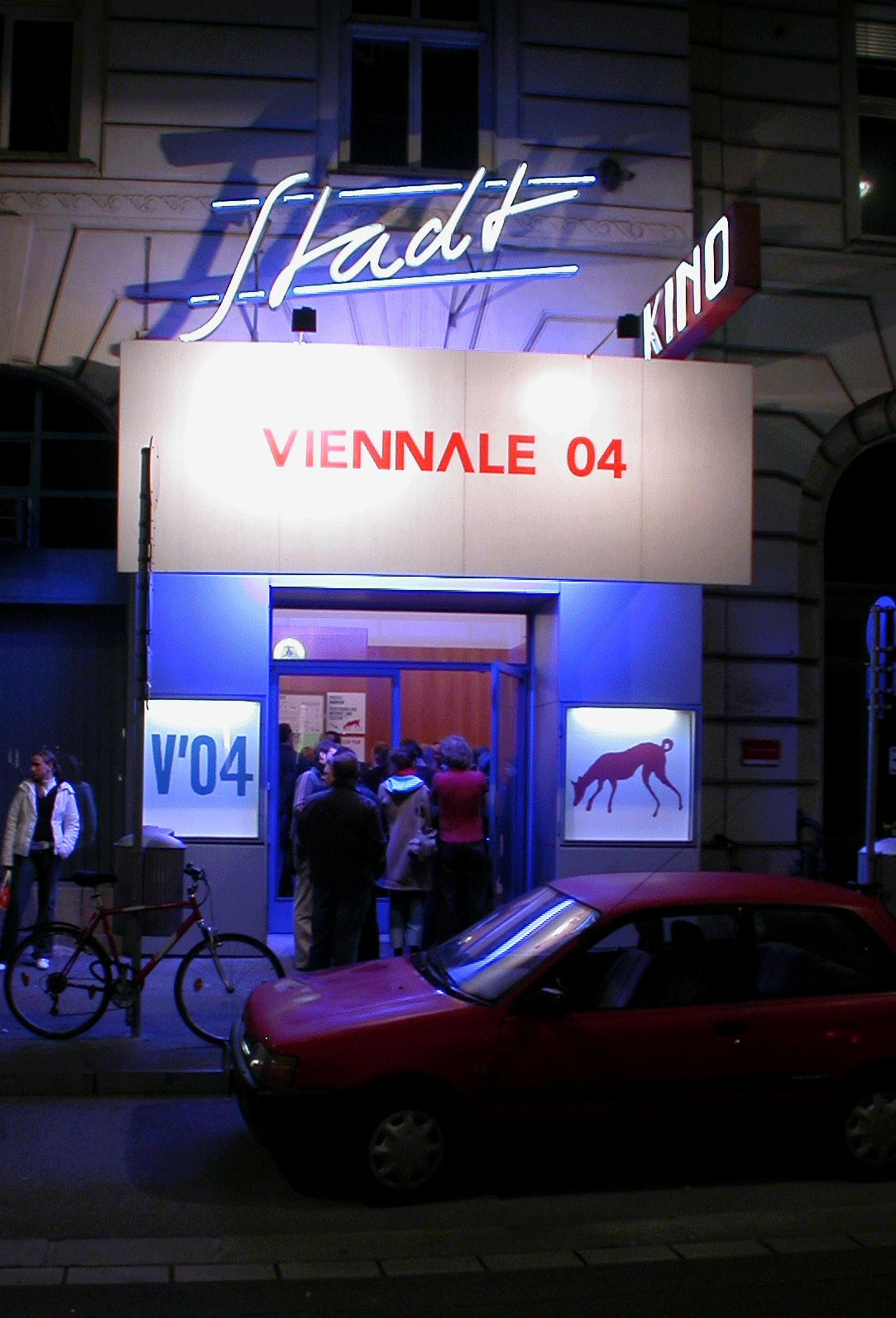
Das Wiener Stadtkino während des Filmfestivals Viennale.

In Österreich existieren rund 20 jährlich stattfindende Filmfestspiele und -festivals. Das größte davon und das zugleich einzige beim Filmproduzentenverband FIAPF akkreditierte ist die Viennale in Wien.
Das wohl wichtigste Festival der österreichischen Filmbranche ist die Diagonale: Seit 1998 treffen sich alljährlich Filmschaffende aller Departments in Graz, um die Arbeiten ihrer Kollegen aus dem Vorjahr gemeinsam zu sehen und sich darüber auszutauschen. Im Rahmenprogramm finden sich Diskussionsrunden, Premierenfeiern sowie die Verleihung der Diagonale-Preise.
Seit 1983 gibt es das „Golden Ticket“ und das „Austrian Ticket“. Das Golden Ticket erhält jeder Kinofilm, der innerhalb von 18 Monaten über 300.000 Besucher aufweisen kann. Das Austrian Ticket erhielt ursprünglich der erfolgreichste österreichische Film eines Jahres und seit 2008 jeder österreichischer Film, der über 75.000 Besucher in den österreichischen Kinos erreicht hat.
Seit 2011 vergibt die Akademie des Österreichischen Films den Österreichischen Filmpreis. Für eine Nominierung müssen zwei der folgenden Kriterien zutreffen:
- die Originalfassung des Films ist deutschsprachig
- der Regisseur kommt aus Österreich oder wohnt in Österreich
- der Produzent ist Österreicher oder wohnt in Österreich

## Filmpolitik
Am 30. Jänner 1919 unterstellte der Kabinettsrat die Filmstelle des k.u.k. Kriegspressequartiers unter die Staatskanzlei zum Zweck der staatlichen Propaganda. Mit Verfügung des Staatskanzlers vom 3. April 1919 wurde das Organisationsstatut der Staatliche Bundesfilmhauptstelle genehmigt.
Aufgabe der Filmhauptstelle war die Herstellung von Kultur-, Wissenschafts- und Aufklärungsfilmen, welche von den Staatsbehörden benötigt wurden. Die zur Durchführung der übertragenen Aufgaben zu treffenden Maßnahmen hatte die Filmhauptstelle grundsätzlich im eigenen Wirkungskreis zu treffen. Im § 4 des Organisationsstatutes wurden alle diejenigen Angelegenheiten, deren Entscheidung sich die Staatskanzlei vorbehalten hat, taxativ aufgezählt.
Mit Beschluss des Ministerrates vom 19. Juli 1924 wurde dem Finanzministerium der Auftrag erteilt, die Staatliche Bundesfilmhauptstelle zu liquidieren.
1930 entstand sie als Bundesfilm-Hauptstelle an der Technischen Hochschule Wien wieder, welche wiederum 1945 liquidiert wurde.
Vor dem Anschluss Österreichs wurde die Bundesfilmhauptstelle als Nachfolgerin der Filmstelle des Kriegspressequartiers von den Regierungen als Instrument der unauffälligen Einflussnahme genutzt. Beispielsweise adaptierten im Frühjahr 1930 die Selenophon mit der Schönbrunn-Film GmbH das Schönbrunn Atelier in Hietzhing für den Tonfilm. Es ist davon auszugehen, dass staatliche Stellen bei dieser Firmenehe maßgeblichen Anteil hatten. Über die Bundesfilmhauptstelle hielt der Staat 1/600 Anteil am Gesellschaftskapital der Schönbrunn-Film und verfügte über 1/5 Anteile Stimmrechts. Diese Konstellation ist bei der Gründung vereinbart worden, weil die Filmstelle das Betriebsgelände, die Volière im Schönbrunner Park – die in der Folge zu einem Atelier umgebaut wurde – inklusive der Sacheinrichtung zur Verfügung stellte.
1945 wurde die „Bundesstaatliche Hauptstelle Lichtbild und Bildungsfilm“ (SHB) gegründet. Deren Aufgabe ist es seither, audiovisuelle Medien zu beschaffen oder zu produzieren, um sie an die Landes- und Bezirksbildstellen für den Schulgebrauch weiterzuleiten. Bis Anfang der 70er-Jahre fiel auch die Betreuung des wissenschaftlichen Films für Lehre und Forschung in den Zuständigkeitsbereich der SHB.

### Filmförderung und -prädikatisierung
1962 wurde die „Gemeinsame Filmprädikatisierungskommission österreichischer Bundesländer“ (GFPK) gegründet. Diese entscheidet, ob in Österreich gezeigte Filme das Prädikat „Besonders wertvoll“, „wertvoll“, „Sehenswert“ oder keines erhält. Dies ist verbunden mit steuerlichen Ermäßigungen für die solche Filme vorführenden Kinos.
Die „Aktion ‚Der gute Film‘“ wurde 1965 gegründet. Dem Namen entsprechend war der Zweck dieses Vereins, die Aufführung von guten Filmen in Filmclubs und Schulen zu fördern. Hauptorganisatoren bei diesem Projekt waren Sigmund Kennedy und Ferdinand Kastner.
Seit 1981 können österreichische Filmproduzenten beim „Österreichischen Filmförderungsfonds“, der 1981 in das neu gegründete Österreichische Filminstitut übernommen wurde, um finanzielle Unterstützung ansuchen. Seit 1989 besteht auch das Film-/Fernseh-Abkommen zur Unterstützung heimischer Spielfilme.
Mittlerweile werden die Mehrheit der neu erscheinenden österreichischen Filme vom Österreichischen Filminstitut (ÖFI) gefördert. Diesem stehen seit 2003 jährlich 9,6 Millionen Euro an Bundesbeiträgen zur Verfügung. Bis 2003 wurde die Fördersumme beinahe jährlich angehoben, ausgehend von umgerechnet 1,92 Mio. Euro im Jahr 1981. Inklusive Förderungen von Städten und Bundesländern erreichte die Fördersumme im Jahr 2003 rund 43 Millionen Euro.
In den Jahren 1998 bis 2001 wurden 48 der 74 hergestellten österreichischen Kinofilme vom ÖFI gefördert. Der Anteil aller heimischen Kinofilme an der Gesamtzahl der vorgeführten Kinofilme in diesen Jahren betrug 7,57 %. Bei den Besuchern kommt der Anteil aber auf lediglich 3,22 %. Beachtet man bei den Kinovorführ- und besuchszahlen jedoch nur die europäischen Filme, so beträgt der österreichische Anteil 15,1 % bei der Filmanzahl und 22,43 % bei den Besuchszahlen. Durchschnittlich erreichen nur 20 % der österreichischen Produktionen mehr als 100.000 Besucher in den Kinos.
Ein geförderter österreichischer Film erhält durchschnittlich 0,8 Millionen Euro an Subventionen. Die Produktionskosten eines österreichischen Films belaufen sich durchschnittlich auf 1,4 Millionen Euro. Im internationalen Vergleich ist dies äußerst wenig, wird etwa ein deutscher oder ein französischer Film jeder Film durchschnittlich mit mehr als 2 Millionen Euro gefördert.

### Verbände und Interessenvertretungen
Ein Dachverband zur Vertretung der Interessen der österreichischen Filmszene formierte sich erstmals kurz nach dem Höhepunkt der österreichischen Filmproduktion im Jahr 1922. Um mit stärkerer, vereinter Stimme auftreten zu können, wurde Ende 1922 der Filmbund gegründet. Die Zeit des Nationalsozialismus löste später jedoch sämtliche Strukturen auf und ersetzte sie durch dem Staat untergeordnete Verbände, die lediglich dem Kontrollzweck der Filmwirtschaft dienten. Erst nach 1945 konnten sich Österreichs Filmschaffende wieder zu Interessenvertretungen formieren. Die meisten österreichischen Verbände und Interessensvertretungen von Filmschaffenden sind im Dachverband der Österreichischen Filmschaffenden zusammengefasst. Dieser vertritt als einzige Institution die Bedürfnisse und Interessen der österreichischen Filmschaffenden bezüglich Themen wie Filmförderung, Arbeits- und Sozialrecht, Urheberrecht, ORF, Medienstandort Österreich, Infrastruktur und Arbeitsbedingungen gegenüber Politikern, Ministerien, Sozialversicherungen, Gewerkschaften und Produzenten.
Die gegenwärtig im Dachverband der Österreichischen Filmschaffenden organisierten Berufsvereinigungen sind:
- Regie (vornehmlich Kinofilm): Verband Filmregie Österreich, auch Association of Austrian Film Directors (AAFD)
- Regie (vornehmlich TV): Austrian Directors Association (ADA), auch Österreichischer Regie-Verband
- Schauspiel: Verband Österreichischer FilmschauspielerInnen (VÖFS)
- Schnitt: Österreichischer Verband Filmschnitt, auch Austrian Editors Association (aea)
- Drehbuch: Drehbuchverband Austria
- Ausstattung (Szenenbild, Kostümbild, Requisite): Verband Österreichischer FilmausstatterInnen (VÖF), auch Austrian Filmdesigners Association
- Kamera: Verband österreichischer Kameraleute, auch Austrian Association of Cinematographers (AAC)
- Dokumentarfilm: dok.at – Interessensgemeinschaft österreichischer Dokumentarfilmschaffender, auch Austrian Documentary Film Alliance
- Tongestaltung: Verband Österreichischer SounddesignerInnen (VOESD)
- Produktions- und Aufnahmeleitung: Vereinigung österreichischer AufnahmeleiterInnen, ProduktionsleiterInnen und ProduktionskoordinatorInnen (VÖAP)
- Filmmusik: Fachgruppe Film- und Medienmusik des Österreichischen Komponistenbundes (ÖKB)
- Maskenbild: Vereinigung der FilmmaskenbildnerInnen Österreich (VFMÖ)
- Beleuchtung: Leuchtkraft – Österreichischer Berufsverband für Filmlicht und Grip

Nicht im Dachverband der österreichischen Filmschaffenden vertreten sind die Vereinigungen der Filmproduzenten. Diese waren bis 2006 allesamt in der Association of Austrian Filmproducers (AAFP) organisiert, bis sich aus der Abspaltung der größeren, kommerziell ausgerichteten Filmproduktionsgesellschaften im April 2006 mit der Film Austria ein zweiter Filmproduzentenverband etablierte. Auch der Verband Österreichischer Film-Autoren (VÖFA) ist nicht Teil des Dachverbandes.
Zur Bewerbung des österreichischen Films im Ausland, etwa an Filmfestivals und zur Unterstützung des Filmexports, besteht die Austrian Film Commission (AFC). Diese ist zugleich Österreichs Vertreter im europäischen Netzwerk zur Bewerbung des europäischen Films, der European Film Promotion. Eine ähnliche Funktion nimmt die Location Austria ein: Sie bewirbt Österreich als Standort für ausländische Filmproduktionen und unterstützt deren Umsetzung.

## Auswertung und Rezeption österreichischer Filme
Was die Rezeption des österreichischen Films betrifft, muss zwischen nationalen und internationalen Reaktionen unterschieden werden. Denn während in Österreich fast ausschließlich Komödien mit bekannten Kabarettisten in den Hauptrollen ein großes Publikum erreichen, sind die bekanntesten und erfolgreichsten Filme im Ausland zumeist solche mit tiefsinnigeren Inhalten wie Dramen und Dokumentarfilme. Die erfolgreichsten Filme in Österreich sind daher Komödien wie Hinterholz 8 und Poppitz (beide von Regisseur Harald Sicheritz) mit bis zu 620.000 Kinobesuchen in Österreich, aber praktisch ohne Resonanz im Ausland. Die international erfolgreichsten Filme der letzten Jahre sind wiederum auf hochwertiger Literatur basierende Dramen wie Die Klavierspielerin (nach Elfriede Jelinek) oder Caché (beide von Regisseur Michael Haneke), die bis zu 2,5 Millionen Besucher erreichten.

### In Österreich
Österreichische Filme erreichten in den letzten Jahren durchschnittlich rund drei Prozent aller Kinobesuche in Österreich – das ist einer der geringsten Werte für nationale Filmproduktionen in Europa. Zumeist gibt es ein bis drei Filme, die über 100.000 Besuche erreichen können. Als erfolgreichste Filme erwiesen sich stets Komödien mit österreichischen Kabarettisten in den Hauptrollen. Anspruchsvollere Filme wie Dramen erreichen nur selten über 100.000 Besucher.
Seit Einführung der Filmförderung in Österreich im Jahr 1981 sind Filmverleiher auch verpflichtet, dem Österreichischen Filminstitut die Besucherzahlen mitzuteilen. Über die Jahrzehnte zuvor gibt es keine vollständige Erfassung der Filmbesuche in Österreich.
| Die meistgesehenen österreichischen Filme in österreichischen Kinos seit 1981 mit Stand vom 2. März 2015                                          |                                                     |              |                  |                                             |          |
| # | Film                                                | Ersch.- Jahr | Produktion       | Regisseur                                   | Besucher |
| 1 | Hinterholz 8                                        | 1998         | Dor Film         | Harald Sicheritz                            | 617.558  |
| 2 | Poppitz                                             | 2002         | Dor Film         | Harald Sicheritz                            | 441.017  |
| 3 | Müllers Büro                                        | 1986         | Wega Film        | Niki List                                   | 441.000  |
| 4 | Echte Wiener – Die Sackbauer-Saga                   | 2008         | Bonus Film       | Kurt Ockermüller                            | 372.788  |
| 5 | Schlafes Bruder                                     | 1995         | Dor Film         | Joseph Vilsmaier                            | 307.276  |
| 6 | Das ewige Leben                                     | 2015         | Dor Film         | Wolfgang Murnberger                         | 285.000  |
| 7 | Griechenland                                        | 2023         | e&a film         | Claudia Jüptner-Jonstorff, Eva Spreitzhofer | 283.783  |
| 8 | Wilde Maus                                          | 2017         | Wega Film        | Josef Hader                                 | 280.710  |
| 9 | Der Knochenmann                                     | 2009         | Dor Film         | Wolfgang Murnberger                         | 280.462  |
| 10 | MA 2412 – Die Staatsdiener                          | 2003         | MR Film          | Harald Sicheritz                            | 272.849  |
| 11 | Die unabsichtliche Entführung der Frau Elfriede Ott | 2010         | Dor Film         | Andreas Prochaska                           | 235.886  |
| 12 | Komm, süßer Tod                                     | 2000         | Dor Film         | Wolfgang Murnberger                         | 230.743  |
| 13 | Indien                                              | 1993         | Dor Film         | Paul Harather                               | 223.758  |
| 14 | Sei zärtlich, Pinguin                               | 1982         | Köpf Film        | Peter Hajek                                 | 210.000  |
| 15 | Silentium                                           | 2004         | Dor Film         | Wolfgang Murnberger                         | 205.424  |
| 16 | We Feed the World                                   | 2005         | Allegro Film     | Erwin Wagenhofer                            | 202.047  |
| 17 | Let’s Make Money                                    | 2008         | Allegro Film     | Erwin Wagenhofer                            | 197.348  |
| 18 | Die Fälscher                                        | 2007         | Aichholzer Film  | Stefan Ruzowitzky                           | 190.975  |
| 19 | Wüstenblume                                         | 2009         | Dor Film (min.)* | Sherry Hormann                              | 189.328  |
| 20 | Wanted                                              | 1999         | MR Film          | Harald Sicheritz                            | 187.542  |
| 21 | Streif – One Hell of a Ride                         | 2014         | Planet Watch     | Gerald Salmina                              | 185.976  |
| 22 | Hexe Lilli – Der Drache und das magische Buch       | 2009         | Dor Film (min.)* | Stefan Ruzowitzky                           | 181.416  |
| * min. = als Minderheitspartner; Hexe Lilli und Wüstenblume sind mehrheitlich deutsche Produktionen mit der Dor Film als österreichischem Partner |                                                     |              |                  |                                             |          |

### Internationale Auszeichnungen

#### Bilanz
Seit Ende der 1990er-Jahre werden österreichische Produktionen immer häufiger ausgezeichnet. Dies liegt neben der Begabung und Professionalität der beteiligten Personen und Künstler auch an einer gesteigerten Förderung der Festivalteilnahmen durch das Österreichische Filminstitut. 2003 erhielten 8 Filme je eine internationale Auszeichnung, 2004 erhielten 15 heimische Filmproduktionen eine oder mehrere Auszeichnungen und 2005 war ein besonders erfolgreiches Jahr für den österreichischen Film, da 13 heimische Produktionen teils mehrere Auszeichnungen erhielten. Am erfolgreichsten waren hiervon Darwin’s Nightmare von Regisseur Hubert Sauper mit 13 Auszeichnungen an 11 Filmfestspielen und Caché von Michael Haneke, der 7 Auszeichnungen an 5 Filmfestspielen erhielt, darunter auch einen FIPRESCI-Preis und den Regiepreis auf den Filmfestspielen von Cannes. 2006 erhielten 12 österreichische Filme insgesamt 43 ausländische Filmpreise. Am erfolgreichsten hiervon die internationale Koproduktion Esmas Geheimnis – Grbavica und Michael Glawoggers Dokumentarfilm Workingman’s Death. Von den österreichischen Alleinproduktionen war auch Nikolaus Geyrhalters Unser täglich Brot mit mehreren Auszeichnungen sehr erfolgreich. Nicht miteingerechnet sind Auszeichnungen von österreichischen Filmfestspielen oder Einrichtungen.

#### Oscar
Bei den Oscar-Verleihungen wurden österreichische Filmschaffende bisher 112 Mal nominiert und 35 Mal mit einer der begehrten Trophäen ausgezeichnet. Von den 17 österreichischen Oscar-Gewinnern waren bis auf Maximilian Schell und Stefan Ruzowitzky allesamt in die USA emigriert, über deren Staatsbürgerschaft sie zumeist auch verfügten. Die meisten von ihnen waren jüdischer Glaubenszugehörigkeit, was aufgrund der Ausbreitung des Nationalsozialismus in Europa ab 1933 bei vielen auch der Grund ihrer Emigration war.
Am häufigsten mit einem Oscar ausgezeichnet wurde Billy Wilder, der in seiner Karriere sechs Oscars plus einen für sein Lebenswerk gewann. Am häufigsten nominiert wurde der Filmkomponist Max Steiner, der zwischen 1935 und 1956 insgesamt 21-mal leer ausging. Im Jänner 2009 wurde bekannt, dass Revanche von Götz Spielmann in der Kategorie Bester fremdsprachiger Film nominiert wurde, nachdem im Vorjahr Stefan Ruzowitzkys Die Fälscher in derselben Kategorie einen Oscar gewann. In den Jahren zuvor hatten Darwin’s Nightmare (2006) von Hubert Sauper in der Kategorie Bester Dokumentarfilm, Copyshop (2002) von Virgil Widrich als Bester Kurzfilm und 38 – Auch das war Wien (1987) in der Kategorie Bester fremdsprachiger Film Nominierungen erhalten.
Im Jahr 2013 wurde Michael Hanekes Film Liebe in fünf Kategorien nominiert. Liebe war erst der achte nicht englischsprachige Film, der in der Hauptkategorie Bester Film nominiert wurde. Weiters wurde Haneke in der Kategorie Beste Regie und Bestes Originaldrehbuch, die französische Protagonistin Emmanuelle Riva in der Kategorie Beste Hauptdarstellerin nominiert. Im selben Jahr wurde auch Christoph Waltz in der Kategorie Bester Nebendarsteller, die er 2010 bereits gewann, nominiert.
Folgend eine Aufstellung aller österreichischen Oscar-Preisträger, wobei bei internationalen Karrieren eine nationale Zuordnung häufig umstritten ist oder abgelehnt wird. Hier werden jene Personen als Österreicher gelistet, die in Österreich geboren wurden oder deutschsprachige „Altösterreicher“ waren. Demgemäß ist hier der in Galizien geborene, deutschsprachig aufgewachsene Billy Wilder zu finden, nicht jedoch der Ungarisch sprechende, in Budapest geborene Michael Curtiz. Die Liste ist alphabetisch und nach dem Jahr der Auszeichnung geordnet:
| 1. 1935: Max Steiner – The Informer (Beste Filmmusik) 2. 1936: Erich W. Korngold – Anthony Adverse (Beste Filmmusik) 3. 1937: Paul Muni – The Story of Louis Pasteur (Bester Hauptdarsteller) 4. 1938: Joseph Schildkraut – The Life of Emile Zola (Bester Nebendarsteller) 5. 1938: Karl Freund* – The Good Earth (Beste Kamera) 6. 1939: Erich W. Korngold – The Adventures of Robin Hood (Beste Filmmusik) 7. 1942: Nathan Juran – How Green Was My Valley (Bestes Szenenbild) 8. 1943: George Froeschel – Mrs. Miniver (Bestes adaptiertes Drehbuch) 9. 1943: Max Steiner – Now Voyager (Beste Filmmusik) 10. 1945: Max Steiner – Since You Went Away (Beste Filmmusik) 11. 1946: Billy Wilder – Lost Weekend (Beste Regie) 12. 1946: Billy Wilder – Das verlorene Wochenende (Bestes adaptiertes Drehbuch) 13. 1950: Harry Horner – The Heiress (Bestes Szenenbild (Schwarzweiß)) 14. 1951: Billy Wilder – Sunset Boulevard (Bestes Originaldrehbuch) 15. 1952: Fred Zinnemann – Benjy (Bester Dokumentar-Kurzfilm) 16. 1954: Walter Reisch – Titanic (Bestes Originaldrehbuch) 17. 1954: Fred Zinnemann – From Here to Eternity (Beste Regie) | 18. 1955: Sam Spiegel – Die Faust im Nacken (Bester Film) 19. 1958: Sam Spiegel – Die Brücke am Kwai (Bester Film) 20. 1959: Frederick Loewe – Gigi (Bester Song) 21. 1961: Ernest Gold – Exodus (Beste Filmmusik (Drama)) 22. 1961: Billy Wilder – The Apartment (Bester Film) 23. 1961: Billy Wilder – The Apartment (Beste Regie) 24. 1961: Billy Wilder – The Apartment (Bestes Originaldrehbuch) 25. 1962: Harry Horner – The Hustler (Bestes Szenenbild (Schwarzweiß)) 26. 1962: Maximilian Schell – Urteil von Nürnberg (Bester Hauptdarsteller) 27. 1963: Sam Spiegel – Lawrence von Arabien (Bester Film) 28. 1964: Sam Spiegel (Irving G. Thalberg Memorial Award) 29. 1967: Fred Zinnemann – Ein Mann zu jeder Jahreszeit (Beste Regie) 30. 1967: Fred Zinnemann – Ein Mann zu jeder Jahreszeit (Bester Film) 31. 1979: Peter Zinner – The Deer Hunter (Bester Schnitt) 32. 1988: Billy Wilder (Irving G. Thalberg Memorial Award) 33. 2008: Stefan Ruzowitzky – Die Fälscher (Bester fremdsprachiger Film) 34. 2010: Christoph Waltz – Inglourious Basterds (Bester Nebendarsteller) 35. 2013: Christoph Waltz – Django Unchained (Bester Nebendarsteller) 36. 2013: Michael Haneke – Liebe (Bester fremdsprachiger Film) |

* in der Definition dieser Liste und seiner primären Quelle als Österreicher gezählt

## Dokumentarfilme
- Bernhard Frankfurter: On the Road to Hollywood, Österreich 1982 – Dokumentarfilm über das Exil österreichischer Filmleute in Form eines Roadmovies
- Paul Rosdy: Kino Wien Film, Österreich 2018